# Polonijny Dzień Dwujęzyczności
Polonijny Dzień Dwujęzyczności (ang. Polish Bilingual Day) – ogólnoświatowe święto polonijne ustanowione przez nowojorską fundację i portal informacyjno-edukacyjny Dobra Polska Szkoła obchodzone dorocznie w październiku i stawiające sobie za cel celebrację polskiego języka i dwujęzyczności polonijnych rodzin za granicą, a także promocję wizerunku i dobrego imienia Polski, polskiego dziedzictwa oraz współczesnych interesów Polski na arenie międzynarodowej.

## O Polonijnym Dniu Dwujęzyczności
Polonijny Dzień Dwujęzyczności pojawił się w kalendarzu wydarzeń polonijnych w 2015 r., jako święto obchodzone w każdy trzeci weekend października. Pomysłodawcami i organizatorami tego przedsięwzięcia jest Fundacja Dobra Polska Szkoła z Nowego Jorku, która w roku 2015 współpracowała z Fundacją Edukacja dla Demokracji. Inicjatywa została wsparta i współfinansowana przez Polskie Ministerstwo Spraw Zagranicznych oraz Senat RP w ramach konkursu „Współpraca z Polonią i Polakami za granicą”.

### Historia idei PDD
Idea ustanowienia nowego święta zrodziła się już kilka lat wcześniej. Portal i fundacja Dobra Polska Szkoła od kilku lat prowadziły w polonijnym środowisku w USA kampanię na rzecz dwujęzyczności pt. „W naszym domu mówimy po polsku”. Przez ten czas na portalu ukazało się wiele artykułów, wywiadów, nagrań filmowych i relacji dotyczących promowania rozmów i edukacji w języku ojczystym w polskich rodzinach zamieszkałych poza granicami kraju. W ramach akcji odbyło się wiele spotkań z rodzicami i nauczycielami z polskich szkół udokumentowanych w licznych reportażach i relacjach. Pomysł na oddzielne święto przypominające zamieszkałym poza ojczyzną Polakom o wartościach wynikających z dwujęzycznej edukacji i jej znaczeniu w życiu Polonii i Polski był ukoronowaniem i podsumowaniem wcześniejszych akcji i entuzjastycznego przyjęcia, z jakim spotkały się na świecie. Pomysłodawczynią PDD była Eliza Sarnacka-Mahoney; projekt był pracą zbiorczą redakcji DPS w składzie: Marta Kustek (red. naczelna), Danuta Świątek (z-ta red. naczelnej), Lidia Russell, Ireny Biały, Bożena Chojnacka, Karina Bonowicz i Andrzej Cierkosz (prezes Fundacji Dobra Polska Szkoła).

### PDD i wspieranie rozwoju dobrych relacji Polonii z Polską
Oprócz propagowania dwujęzyczności w polonijnych rodzinach jako narzędzia do stymulacji ogólnego rozwoju dziecka, w tym w sferze kognitywnej i poznawczej, pomysłodawcy PDD kierowali się również przesłankami o potrzebie wspierania dwujęzyczności jako warunku kreowania lepszych i pełniejszych relacji między Polonią, a Polską. Wnoszą, że:
- przekazując polonijnemu dziecku język ojczysty, przekazujemy mu polskie korzenie, wzbogacamy jego osobowość i poszerzamy horyzonty w sposób wyjątkowy, otwierając przed nim furtkę do pełnej partycypacji w życiu Polski i Polonii w dorosłym życiu

- wychowujemy pokolenie osób, które dzięki funkcjonalnej dwujęzyczności staną się w przyszłości najlepszymi, najefektywniejszymi ambasadorami i rzecznikami polskości za granicą – funkcjonalna dwujęzyczność Polonii jest najważniejszym pomostem łączącym brzegi świadomości Polski na temat innych krajów i zagranicy na temat Polski. To najkrótsza i najszybsza droga do eliminacji nieporozumień, błędnych koncepcji i stereotypów

- do zrobienia jest wiele, bo pomimo przełomowych zmian, jakie zaszły w Polsce w ostatnim ćwierćwieczu we wszystkich dziedzinach życia, wiedza o polskiej historii najnowszej w wielu krajach, w tym w USA, zatrzymała się na symbolach sygnowanych imionami Lecha Wałęsy oraz papieża Jana Pawła II

- znajomość języka polskiego otwiera przed młodą Polonią szansę zrozumienia tych zmian, osobistego ich doświadczenia, i w związku z tym efektywniejszej pracy na rzecz poszerzenia wiedzy mieszkańców innych krajów na temat Polski oraz zmiany w wizerunku Polski świecie.

## Proklamacja Polonijnego Dnia Dwujęzyczności
Uroczysta proklamacja Polonijnego Dnia Dwujęzyczności odbyła się w 13 września 2015 r. w Konsulacie Generalnym RP w Nowym Jorku. Wzięła w niej udział redakcja DPS oraz przedstawiciele wielu polonijnych organizacji i biznesów, polskich i polonijnych władz, polonijnego świata kultury i nauki oraz honorowi patroni PDD. W dokumencie proklamacji przeczytać można m.in.: Dwujęzyczność jest darem, który wzbogaca osobowość i poszerza perspektywy, wzmacnia więzi z obydwoma krajami, ułatwia naukę oraz rozwiązywanie problemów, odpowiada za większą kreatywność i elastyczność umysłową oraz Ustanowienie Polonijnego Dnia Dwujęzyczności ma na celu przypominanie nam, Polakom zamieszkałym poza granicami Polski, o ogromnej roli, jaką odgrywa ojczysty język w naszym życiu oraz jak istotne jest jego przekazywanie najmłodszym pokoleniom.

## Honorowi patroni Polonijnego Dnia Dwujęzyczności
Honorowymi patronami PDD są wybitni specjaliści od języka polskiego: prof. Katarzyna Kłosińska, sekretarz Rady Języka Polskiego przy prezydium PAN oraz prof. Jan Miodek, dyrektor Instytutu Filologii Polskiej Uniwersytetu Wrocławskiego, członek Komitetu Językoznawstwa Polskiej Akademii Nauk i Rady Języka Polskiego.

## Logo i piosenka Polonijnego Dnia Dwujęzyczności
Logo PDD stworzyła polonijna artystka z Nowego Jorku Beata Slązak-Zalewski. Piosenkę-hymn PDD pt. Trzy ważne słowa skomponował polonijny kompozytor i reżyser Piotr Rudziński. Piosenka po raz pierwszy została wykonana w Konsulacie Generalnym RP w Nowym Jorku 13 września 2015 r. przez grupę dziecięcą z Kobo Music Studio prowadzonego przez Bożenę Konkiel.

## PDD w latach 2015 i 2016
Pierwsze wydarzenia w ramach Polonijnego Dnia Dwujęzyczności odbyły się 10 października 2015 r. w kilku polonijnych ośrodkach: w Nowym Jorku, Mahwah (stan New Jersey), Wallington, Bostonie, Copiague, Denver, Chicago oraz na Ukrainie. W roku 2016 PDD obchodzono na całym świecie, na prawie wszystkich kontynentach w ponad 100 miejscach, w tym w USA, Kanadzie, Australii, Katarze, Wielkiej Brytanii, Irlandii, Austrii, Holandii, Belgii, Hiszpanii, we Włoszech, na Ukrainie i na Cyprze. Atrakcje, konkursy i przedstawienia, jakie miały miejsce podczas obchodów odbywały się w dwóch językach